# متلازمة سمبسون غولابي بيهمل
متلازمة سمبسون غولابي بيهمل Simpson-Golabi-Behmel syndrome هي حالة مرضية نادرة تؤثر على أجزاء كثيرة من الجسم وتصيب في المقام الأول عند الذكور. ويصنف هذا الشرط باعتباره متلازمة فرط النمو ، وهو ما يعني ان الأطفال الممصابين بهذه المتلازمة هم أكبر وزن من الوزن الطبيعي للمواليد (عملقة) حيث يستمرون في النمو واكتساب الوزن بمعدلات غير عادية.

## السبب
السبب المباشر لحدوث هذه الحالة غير معروف لكن الحالة مرتبطة بخلل في التنسج أو ما يسمى متلازمة العملقة, حيث يكون هناك خلل في الكروموسوم X- حيث هناك نوعان من الجينات موجودة في الكروموسوم X التي يمكن أن تسبب بمتلازمة سمبسون غولابي بيهمل. الجين الأول هو المسؤول عن صنع بروتين يسمى glypican-3 (GPC3). يعتقد أنه يلعب دورا في النمو والتنمية عند الإنسان . 

## الأعراض
علامات وأعراض متلازمة سمبسون غولابي بيهمل تختلف على نطاق واسع بين شدة كل حالة. حيث أن معظم الحالات الشديدة تكون فيها وفاة الجنين قبل الولادة أو في مرحلة الطفولة، في حين أن مع الحالات الخفيفة غالبا ما يعيش المصاب حتى سن البلوغ.
- - ملامح الوجه مميزة، وغالبا ما توصف ملامح الوجه بأنها «خشنة» في الأطفال المصابين حيث تتشابه مع ملامح الكبار والبالغين.
- -عينين متباعدة على نطاق واسع.
- -الفم كبير بشكل غير معتاد (شدق).
- -لسان كبير (ضخامة اللسان).
- -الأنف واسع، وقد يكون مقلوب في بعض الحالات.
- - تشوهات في (الحنك).
- - قد يولد الرضع المصابين واحد أو أكثر الحلمات إضافية.
- - فتحة غير طبيعية في العضلات التي تغطي البطن (انفراق المستقيمة).
- - فتق السرة، أو ثقب في الحجاب الحاجز (أ فتق حجابي)
- - عيوب وتلف في القلب والكلى .
- - تضخم الكبد والطحال (ضخامة الكبد والطحال).
- -تشوهات في الهيكل العظمي. بالإضافة إلى ذلك، يمكن للمتلازمة أن تؤثر على تطور الجهاز الهضمي، الجهاز البولي، والأعضاء التناسلية. بعض المصابين قد يعانون من الإعاقة الذهنية الشديدة، والبعض الآخر يكون الذكاء عادي عندهم.
- -حوالي 10 في المئة من المصابين بمتلازمة سمبسون غولابي بيهمل، قد يصابون بتطوير الأورام السرطانية أو نونكانكيرووس في مرحلة الطفولة المبكرة. حيث الأورام الأكثر شيوعا هي شكل نادر من سرطان الكلى يسمى الورم ويلمس ورم سرطاني يسمى العصبية التي تنشأ في تطوير الخلايا العصبية.

## وصلات خارجية
- Simpson–Golabi–Behmel syndrome في معاهد الصحة الوطنية الأمريكية للأمراض النادرة
- GeneReview/NCBI/NIH/UW

http://ghr.nlm.nih.gov/condition/simpson-golabi-behmel-syndrome
http://rarediseases.info.nih.gov/GARD/Condition/7649/SimpsonGolabiBehmel_syndrome.aspx نسخة محفوظة 22 أبريل 2013 at Archive.is